# Sungai Selan (plaats)
Sungai Selan is een bestuurslaag in het regentschap Bangka Tengah van de provincie Bangka-Belitung, Indonesië. Sungai Selan telt 7242 inwoners (volkstelling 2010).